# Santa-Gertrudis-Rind

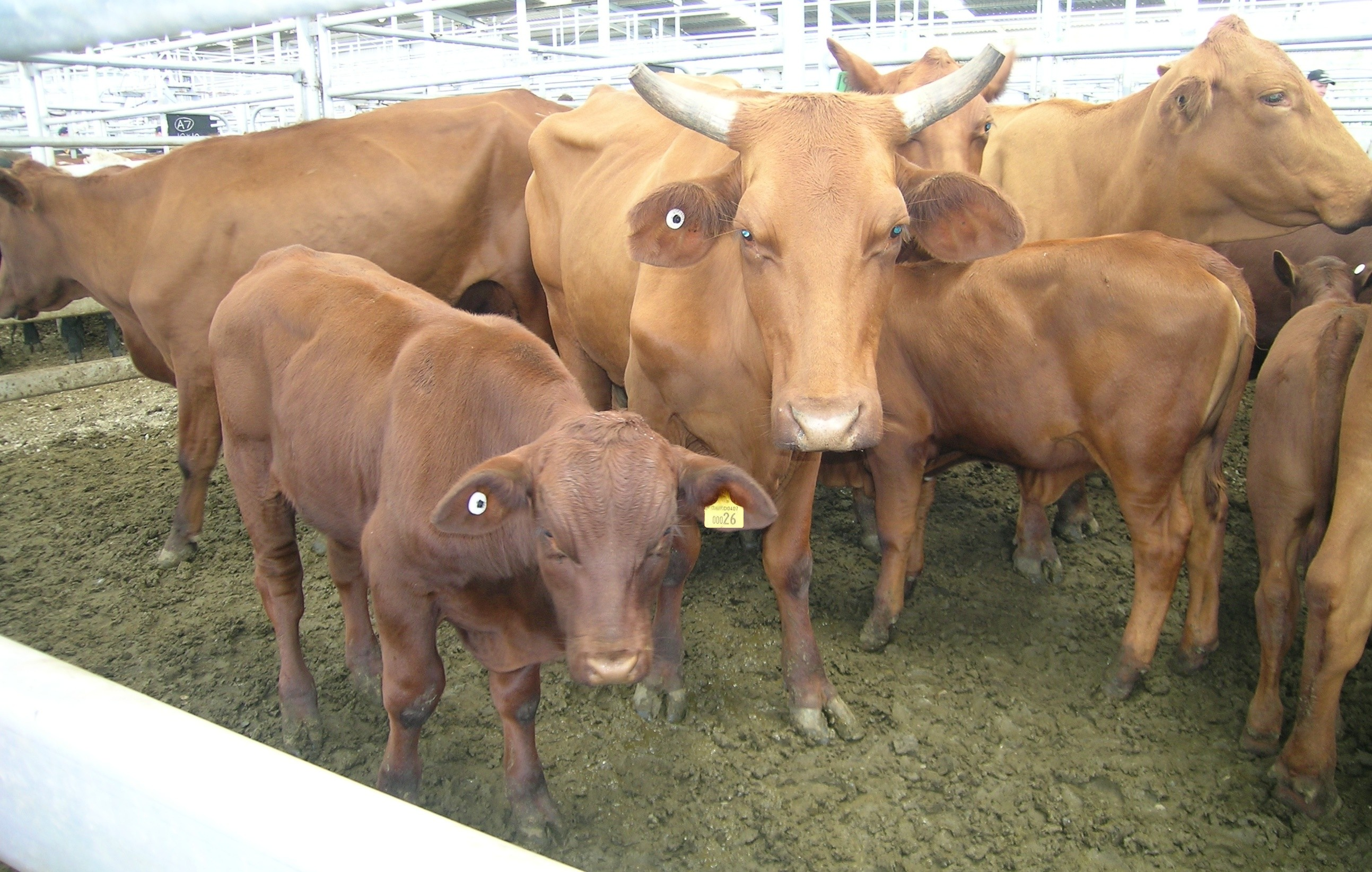
Santa-Gertrudis-Rind.

Das Santa-Gertrudis-Rind ist eine Rinderrasse aus Texas in den USA.
Es wurde gezüchtet auf der King Ranch in Südtexas. Der Name stammt vom Santa Gertrudis Creek, der durch die Ranch fließt.
Offiziell wurde die Rasse 1940 anerkannt und wurde somit die erste Rasse, die in den USA entstanden war. Auf der King Ranch wurden Bullen der Zebu-Rasse Brahman mit Fleisch-Shorthorn-Kühen gekreuzt. Die Nachkommen wurden nach einem bestimmten Muster wieder miteinander gekreuzt, so dass die Rasse jetzt letztendlich aus 3/8 Brahman und 5/8 Shorthorn besteht. Allerdings gibt es von den frühen Kreuzungen kaum oder keine Aufzeichnungen und die Kreuzungen wurden auf freiem Gelände durchgeführt. Zu allem Überfluss besaß die King Ranch keine reinrassigen Brahman-Bullen und musste sie zukaufen.
Es gibt auch ein Gerücht, dass Monkey, der Stammvater der Rasse – alle heutigen Santa Gertrudis stammen von ihm ab, einen  Afrikaner-Vater (Zebu) und eine Milch-Shorthorn-Mutter hatte. Die beständige tiefrote Farbe der Santa Gertrudis passt auch viel besser zu den Afrikanern als zu den Brahmans. Die für eine Fleischrasse hohe Milchproduktion (die sich im schnellen Wachstum der Kälber und hohen marktreifen Jährlingsgewichten niederschlägt) würde auch sehr gut zum Milch-Shorthorn passen. Die Kühe, die von Monkey gedeckt wurden, können natürlich unter anderem von Brahman- und Fleisch-Shorthorn-Rindern abstammen. Dies alles würde bedeuten, dass es sich bei Santa Gertrudis sogar um eine Vier-Rassen-Kreuzung handelt.
Wie auch immer die Frühgeschichte der Zucht aussieht, so gilt Santa Gertrudis heute als Fleischrasse. Die adulten Tiere sind sehr groß und besitzen lange Beine (ein großer Vorteil im Kaktusland). Sie verfügen über eine hohe Hitzetoleranz und Parasitenresistenz und sind ideal an Wüsten- und Halbwüstenklimate, wo große Temperaturschwankungen vorkommen, angepasst.